# Giovanni Franzoni
Giovanni Franzoni (* 30. März 2001 in Brescia) ist ein italienischer Skirennläufer. Er gehört aktuell dem Europacup-Kader des italienischen Skiverbandes an und hat seine Stärken in den Disziplinen Abfahrt, Super-G und Riesenslalom.

## Biografie
Giovanni Franzoni stammt aus Manerba del Garda in der Provinz Brescia und startet für die Gruppo Sciatore der Fiamme Gialle.
Im Alter von 16 Jahren bestritt Franzoni in Gröden seine ersten FIS-Rennen. Nach mehreren spitzen Ergebnissen in nationalen Jugendrennen gab er noch im Februar 2018 in den Abfahrten im Sarntal sein Debüt im Europacup. Am Ende der Saison gewann er in der Abfahrt seinen ersten italienischen Jugendmeistertitel. Im Februar 2019 nahm er am Europäischen Olympischen Winter-Jugendfestival in Bosnien-Herzegowina teil und belegte die Ränge zehn und elf in Slalom und Riesenslalom. Ein Jahr später gelangen ihm auf der Sella Nevea seine ersten Europacup-Platzierungen in den Punkterängen, darunter mit Rang zwei in der Kombination auch sein erster Podestplatz. Bei den Juniorenweltmeisterschaften 2020 in Narvik fuhr er auf die Ränge fünf und 13 in Super-G und Abfahrt. Zu Beginn der nächsten Saison kürte er sich in Sulden erstmals zum Staatsmeister im Riesenslalom. Nach guten Europacup-Ergebnissen reiste er als einer der Favoriten zu den Juniorenweltmeisterschaften 2021 in Bansko. Dort gewann er im Super-G mit knappem Vorsprung die Goldmedaille, im Riesenslalom holte er Silber.
Am 20. Dezember 2020 gab Franzoni im Riesenslalom auf der Gran Risa sein Weltcup-Debüt. Nach zwei weiteren Starts in Adelboden, wo er jeweils ohne Punkte blieb, wurde er für die Heimweltmeisterschaften 2021 in Cortina d’Ampezzo nominiert. Dort belegte er in der Kombination nach Einfädler und Zurücksteigen im Slalom mit mehr als 23 Sekunden Rückstand den 23. und letzten Platz. Im Riesenslalom belegte er den 14. Platz. Erfolgreicher verlief die Europacupsaison 2021/22. Mit Siegen in Zinal, Saalbach-Hinterglemm und Oppdal sicherte er sich den Sieg in der Gesamtwertung und in der Super-G Wertung. Damit erhält Franzoni ein Startrecht bei allen Super-Gs der folgenden Weltcupsaison, außerhalb des Nationenkontingents. Im selben Winter gelang ihm mit Rang 24 beim Riesenslalom von Adelboden erstmals der Gewinn von Weltcuppunkten.
In seiner ersten vollen Weltcupsaison konnte sich Franzoni zweimal unter den besten 30 platzieren, wobei seine beste Platzierung ein 22. Rang beim Super-G von Bormio war.
Im Winter 2023/24 startete Franzoni wieder vermehrt im Europacup. Mit Podestplätzen in Sella Nevea und Kvitfjell belegte er in der Super-G-Wertung hinter dem Franzosen Florian Loriot den zweiten Platz, wodurch er erneut einen Fixstartplatz für die kommende Weltcupsaison erhielt.
Am 8. Dezember 2024 belegte Franzoni beim ersten Super-G der Saison in Beaver Creek den vierten Platz, seine mit Abstand beste Platzierung im Weltcup bis zu diesem Zeitpunkt. Auf den drittplatzierten Lukas Feurstein fehlten ihm am Ende nur 13 Hundertstelsekunden.

## Erfolge

### Weltmeisterschaften
- Cortina d’Ampezzo 2021: 14. Riesenslalom, 23. Kombination
- Saalbach-Hinterglemm 2025: 20. Riesenslalom, 21. Abfahrt

### Weltcup
- Eine Platzierung unter den besten 5

### Weltcupwertungen
| Saison  | Gesamt | Gesamt | Abfahrt | Abfahrt | Super-G | Super-G | Riesenslalom | Riesenslalom |
| Saison  | Platz  | Punkte | Platz   | Punkte  | Platz   | Punkte  | Platz        | Punkte       |
| ------- | ------ | ------ | ------- | ------- | ------- | ------- | ------------ | ------------ |
| 2021/22 | 138.   | 8      | -       | -       | 53.     | 1       | 51.          | 7            |
| 2022/23 | 133.   | 14     | 59.     | 5       | 58.     | 9       | –            | –            |
| 2023/24 | 140.   | 5      | –       | –       | 52.     | 5       | –            | –            |
| 2024/25 | 49.    | 187    | 32.     | 40      | 13.     | 147     | –            | –            |

### Europacup
- Saison 2020/21: 10. Gesamtwertung, 6. Kombinationswertung
- Saison 2021/22: 1. Gesamtwertung, 1. Super-G Wertung, 4. Riesenslalomwertung
- Saison 2023/24: 2. Super-G-Wertung
- 10 Podestplätze, davon 3 Siege:

| Datum             | Ort                  | Land       | Disziplin |
| ----------------- | -------------------- | ---------- | --------- |
| 30. November 2021 | Zinal                | Schweiz    | Super-G   |
| 3. Dezember 2021  | Saalbach-Hinterglemm | Österreich | Super-G   |
| 15. Februar 2022  | Oppdal               | Norwegen   | Super-G   |

### Juniorenweltmeisterschaften
- Narvik 2020: 5. Super-G, 13. Abfahrt
- Bansko 2021: 1. Super-G, 2. Riesenslalom
- Panorama 2022: 1. Abfahrt, 1. Alpine Kombination, 3. Super-G

### Weitere Erfolge
- Italienischer Meister im Riesenslalom 2020
- 2 italienische Jugendmeistertitel (Abfahrt 2018 und 2019)
- 2 Siege in FIS-Rennen